# George Lam
George Lam Tsz Cheung (nacido el 12 de octubre de 1947), también conocido profesionalmente por su apellido Lam, es un cantante cantopop y actor hongkonés, perteneciente a la étnica de los Xinhui. Lam pasó varios años en el extranjero antes de regresar a Hong Kong para iniciar su carrera.
Lam fue el vocalista principal de una banda musical llamada "Jade" hasta que se lanzó en solitario con su primer álbum en inglés titulado "Lam" en 1976. Su primer álbum en cantonés, titulada bajo el mismo nombre, también fue lanzado ese mismo año. También grabó dos versiones de la canción de Billy Joel, titulado "Uptown Girl" en cantonés. Lam se hizo popular en Hong Kong durante tres décadas. Con un conteo de números de sus propios temas musicales, algunos de ellos también han sido grabadas por otros reconocidos cantantes como Teresa Carpio, con quien grabó un álbum y han ofrecido conciertos en conjuntos, la última fue en el 2007.
Además de su carrera como cantante, Lam también participó como actor muchas películas, haciendo su debut en el cine en una película titulada "Luckies Trio" en 1978. Posiblemente su personaje más memorable fue interpretar a un periodista japonés en la película titulada "Boat People" (1982), dirigida por Ann Hui.

## Discografía
Álbumes en cantonés:
- 各師各法 (1978)
- 抉擇 (1979)
- 摩登土佬 (1980)
- 一個人 (1980)
- 活色生香 (1981)
- 海市蜃樓 (1982)
- 愛情故事 (1983.07)
- 愛到發燒 (1984.04)
- 林子祥創作歌集 (1984.12)
- 林子祥85特輯 (LAM '85) (1985.04)
- 十分十二吋 (12" Single) (1985.08)
- 誘惑 (1985.12)
- 最愛 (1986.06)
- 千億個夜晚 (1986.12)
- 花街70號 (1987.07)
- 林子祥創作+歌集 (1988.01)
- 生命之曲 (1988.10)
- 林子祥長青歌集 (1989)
- 十三子祥 (1990)
- 日落日出 (1990)
- 小說歌集 (1991)
- 最難忘的你 (1992)
- 祈望 (1992)
- 林子祥'93創作歌集 (1993)
- 單手拍掌  (1994)
- 緣是這樣 (1996)
- 好氣連祥 (1997)
- 現代人新曲+精選 (1998)
- 只有林子祥 (2001)
- Until We Meet Again (2004)
- 佐治地球轉 (2007)
- lamusique (2010)
- Lamusique Vintage  (2011)

Álbumes en inglés:
- Lam (1976)
- Lam II (1977)
- Teresa Carpio & Lam (1978), EMI, (with Teresa Carpio)
- Lessons (1990)
- When a Man Loves a Woman (1993)

## Filmografía
(actor unless otherwise noted) 
| Año  | Título                                       | Personaje | Premios                                                      |
| ---- | -------------------------------------------- | --------- | ------------------------------------------------------------ |
| 1978 | Luckies Trio 《各師各法》                    |           |                                                              |
| 1979 | Money Trip 《懵女，大賊，傻偵探》            |           |                                                              |
| 1979 | The Secret 《瘋劫》                          |           |                                                              |
| 1980 | Disco Bumpkins 《摩登土佬》                  |           |                                                              |
| 1980 | Pembunahan Pursuit 《糊塗英雄》              |           |                                                              |
| 1981 | All the Wrong Clues 《鬼馬智多星》           |           |                                                              |
| 1981 | Life After Life 《再生人》                   |           |                                                              |
| 1982 | Aces Go Places 《最佳拍檔》                  |           |                                                              |
| 1982 | It Takes Two 《難兄難弟》                    |           |                                                              |
| 1982 | Boat People 《投奔怒海》                     |           | Nominated – Hong Kong Film Award for Best Actor              |
| 1983 | All the Wrong Spies 《我愛夜來香》           |           | Nominated – Hong Kong Film Award for Best Original Film Song |
| 1984 | Banana Cop 《英倫琵琶》                      |           |                                                              |
| 1984 | The Owl vs Bombo 《貓頭鷹與小飛象》          |           | Nominated – Hong Kong Film Award for Best Original Film Song |
| 1985 | Kung Hei Fat Choy 《恭喜發財》               |           |                                                              |
| 1985 | Twinkle, Twinkle Lucky Stars 《夏日福星》    |           |                                                              |
| 1985 | It's a Drink, It's a Bomb 《聖誕奇遇結良緣》 |           |                                                              |
| 1985 | Lost Romance                                 |           | Nominated – Hong Kong Film Award for Best Original Film Song |
| 1986 | Passion 《最愛》                             |           | Won – Hong Kong Film Award for Best Original Film Song       |
| 1987 | Easy Money 《通天大盜》                      |           |                                                              |
| 1988 | Heart to Hearts 《三人世界》                 |           |                                                              |
| 1988 | Starry is the Night 《今夜星光燦爛》         |           | Nominated – Hong Kong Film Award for Best Original Film Song |
| 1989 | Perfect Match 《最佳男朋友》                 |           |                                                              |
| 1989 | Heart into Hearts 《三人新世界》             |           |                                                              |
| 1990 | A Bite of Love 《一咬OK》                    |           |                                                              |
| 1990 | Shanghai Shanghai 《亂世兒女》               |           |                                                              |
| 1991 | The Banquet 《豪門夜宴》                     |           |                                                              |
| 1991 | The Perfect Match 《富貴吉祥》               |           |                                                              |
| 1992 | Heart Against Hearts 《三人做世界》          |           |                                                              |
| 1993 | Perfect Couples 《皆大歡喜》                 |           |                                                              |
| 1997 | A Queer Story 《基佬四十》                   |           |                                                              |
| 1997 | Up for the Rising Sun 《擁抱朝陽》           |           |                                                              |
| 2003 | Love Under the Sun                           |           |                                                              |
| 2004 | Six Strong Guys 《六壯士》                   |           |                                                              |
| 2006 | Love at First Note 《戀愛初歌》              |           |                                                              |
| 2007 | The Pye-Dog                                  |           | Nominated – Hong Kong Film Award for Best Original Film Song |
| 2007 | Wonder Women                                 |           |                                                              |
| 2009 | Look for a Star 《游龍戲鳳》                 |           |                                                              |
| 2011 | Hi, Fidelity<bɾ>《出軌的女人》               |           |                                                              |